# بوليغون ماجيك
بوليغون ماجيك (بالإنجليزية: Polygon Magic, Inc.)‏، هي شركة يابانية لإنتاج وتطوير ونشر ألعاب الفيديو، وهي من اشتهرت بنشر ألعاب شركة نينتندو اليابانية، أسست سنة 1996م وتقع مقرها في العاصمة اليابانية طوكيو.